# فرودگاه سگ رنچ
فرودگاه سگ رنچ (به انگلیسی: Sage Ranch Airport) یک فرودگاه خصوصی است که یک باند فرود خاک دارد و طول باند آن ۷۳۱ متر است. این فرودگاه در شهر سیسترز، اورگن کشور ایالات متحده آمریکا قرار دارد و در ارتفاع ۹۶۶ متری از سطح دریا واقع شده است.